# Arranooba booromia
Arranooba booromia är en ringmaskart som beskrevs av Anne D. Hutchings och Glasby 1988. Arranooba booromia ingår i släktet Arranooba och familjen Terebellidae. Inga underarter finns listade i Catalogue of Life.